# Flabellina capensis
Espèce
Flabellina capensis est une espèce de nudibranche de la famille des Flabellinidés.

## Distribution et habitat
Cette espèce est endémique aux côtes sud-africaines ; on ne la rencontre qu'entre la péninsule du Cap et Port Elizabeth,, à des profondeurs comprises entre 5 et 30 m,.

## Description
Le corps de Flabellina capensis peut mesurer jusqu'à 43 mm de long. La coloration est marron-gris translucide avec des cérates rouges ou marron. La surface dorsale des deux tentacules oraux est parcourue d'une ligne blanche opaque, la jonction entre ces deux lignes s'effectue sur la tête, juste devant les rhinophores. Une ligne blanche est également visible sur chacun des cérates. Les rhinophores sont assez petits et « rugueux », c'est-à-dire recouverts de petites bosses irrégulières. Ce nudibranche hérisse ses cérates quand il est dérangé,.

## Écologie

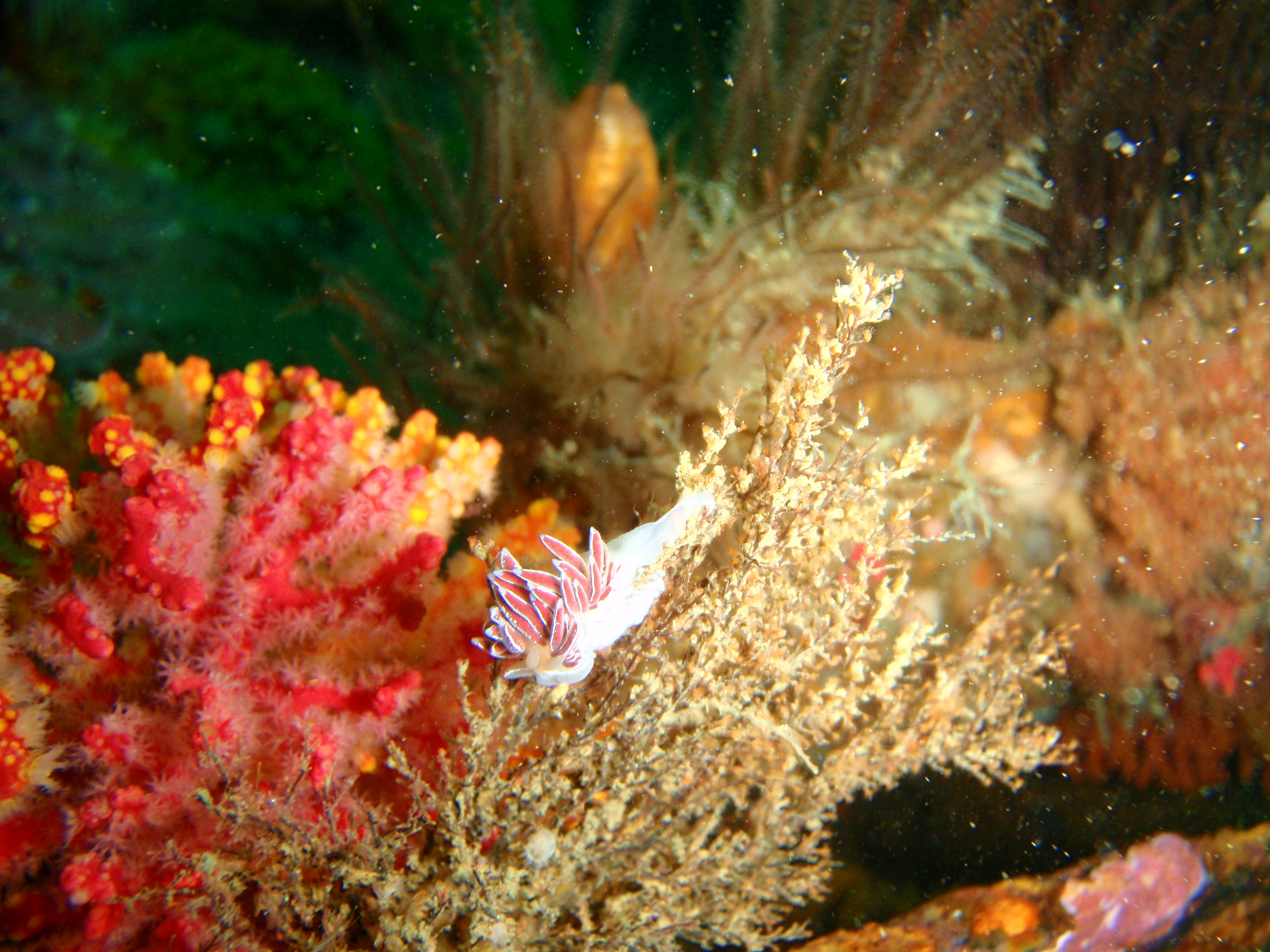
Flabellina capensis sur le récif artificiel du SAS Pietermaritzburg.

Cette espèce semble se nourrir principalement d'hydraires du genre Eudendrium,. Comme chez d'autres espèces de nudibranches, les cérates de Flabellina capensis participent à la respiration mais contiennent aussi un prolongement du système digestif. Lorsque le nudibranche se nourrit de l'hydraire, les nématocystes de ce dernier traversent le système digestif sans être abimés et sont envoyés aux extrémités des cérates. Ils sont ensuite utilisés pour la défense du nudibranche. La coloration vive de Flabellina capensis pourrait viser à avertir les prédateurs de la toxicité de l'animal.
Comme les autres nudibranches, Flabellina capensis est hermaphrodite : la ponte d'un blanc crémeux décrit une structure complexe.